# Prosty plan
Prosty plan – amerykańsko-brytyjsko-niemiecko-francusko-japoński kryminał z 1998 roku na podstawie powieści Scotta Smitha.

## Obsada
- Bill Paxton jako Hank Mitchell
- Bridget Fonda jako Sarah Mitchell
- Billy Bob Thornton jako Jacob Mitchell
- Brent Briscoe jako Lou Chambers
- Jack Walsh jako Tom Butler
- Chelcie Ross jako szeryf Carl Jenkins
- Becky Ann Baker jako Nancy Chambers
- Gary Cole jako Neil Baxter

## Fabuła
Sylwester. Trzech mężczyzn znajduje wrak samolotu, a w nim martwego pilota i 4 mln 400 tys. dolarów w gotówce. Hank Mitchell, jego starszy brat Jacob i Lou decydują się zabrać pieniądze. Mają plan: podział pieniędzy i wyjazd, pod warunkiem że nikt inny nie jest zainteresowany gotówką. Gdyby sytuacja przybrała dla nich nieoczekiwany obrót, pieniądze zostaną zniszczone. Plan zawodzi.

## Nagrody i nominacje
Oscary za rok 1998
- Najlepszy scenariusz adaptowany - Scott B. Smith (nominacja)
- Najlepszy aktor drugoplanowy - Billy Bob Thornton (nominacja)

Złote Globy 1998
- Najlepszy aktor drugoplanowy - Billy Bob Thornton (nominacja)

Nagroda Satelita 1998
- Najlepszy aktor drugoplanowy w dramacie - Billy Bob Thornton (nominacja)

Nagrody Saturn 1998
- Najlepszy film akcji/przygodowy/thriller (nominacja)
- Najlepszy aktor drugoplanowy - Billy Bob Thornton (nominacja)